# Szentkereszty Tivadar
Szentkereszty Tivadar Maxentius (Vágvecse, 1871. december 12. – Gyula, 1959. december 3.) a századfordulón királyi tanfelügyelő volt Békés vármegyében.

## Élete
Apja a csejtei születésű Szentkereszty Péter vágvecsei iskolamester, anyja Szabó Anna. Apja első felesége kiscétényi Valasik Anna volt. Második felesége Nemespannról származott és 1866-ban házasodtak össze. Testvérei voltak Anna (1854), Péter (1855), Veronika Terézia (1856), Dénes (1867), János Pál (1869), Karolina (1870), Ince Lázár (1875) és Gizella Mária (1878).
Édesapja nyugdíjaztatása után félbe kellett szakítania tanulmányait. Szülei betegsége miatt fiatalon munkába állt. 15 éves korától Sóhlya Antal csongrádi főkántornál tanulja a kántorságot. Magántanulóként végzi el a polgári 4 osztályát. 1892-ben elhatározza hogy tanító lesz, és 1893-ban tanítóképesítő vizsgára jelentkezik, melyet külön engedéllyel és különbözeti vizsgával letesz.
1893. szeptemberétől tanító lett Csorvás-Gerendáson, ahol tíz éven át oktatott az Apponyi-major iskolájában. Itt esti analfabéta-tanfolyamot is szervez. 1899-ben a tanfelügyelői kar tolnoka lett. Felesége a gerendási birtok jószágkormányzójának lánya Korossy Júlia lett. 1902-ben a földművelésügyi minisztérium gazdasági tanfolyamán vett részt.
1903-tól a nagyváradi tanítóképző intézet egyik tanítója lett. 1908-ban kinevezik Ung vármegye segédtanfelügyelőjévé, 1915-től a vármegye tanfelügyelője lett. 5000 koronás alapítványt tett a Tanítók Házában. A trianoni békediktátum után eltávolítják hivatalából és a csonka Magyarországra, Gyulára távozik.
1922-ben Békéscsabán lett tanfelügyelő, majd Kecskemétre nevezték ki, de a békési tanárok kérvényezték ennek hatálytalanítását. 1933. március 31-i nyugdíjazásáig Békés vármegye királyi tanfelügyelője.
1938 november végétől az első bécsi döntést követően a katonai hatóságok mellé kinevezett miniszteri (VKM) megbízott lett a nagykaposi és ungvári járásban. Ungváron volt tanfelügyelő még 1939-ben is, egészen 1940. április 1-ig. 1940. szeptember 7-én Horthy Miklós kormányzó a tanügyi főtanácsosi címet adományozta neki. 1945-ben visszatért Gyulára.
Számos verse és prózai írása jelent meg csongrádi és országos lapokban (Békésmegyei Közlöny). Nyitravármegyei adatgyűjtései szülei, illetve nagybátyja Szentkereszty Antal kántortanító révén lehettek. 1932-től Békésvármegyei Általános Tanítóegyesület tiszteletbeli elnöke, illetve Békés vármegye Iskolán Kívüli Népművelési Bizottságának elnöke, és a gyulai képviselőtestület tagja volt.

## Elismerései és emlékezete
- 1940-ben tanügyi főtanácsosi címre terjesztették elő[15]
- Polgári Hadi Érdemkereszt 2. osztálya[16]
- 1991 Szentkereszty Tivadar-díj, Gerendás
- Szentkereszty Tivadar Alapítvány, Gerendás

## Művei
- 1894 Egyházi és hazafias énekek az elemi iskolák számára. Összeszedte Sohlya Antal gyűjteménye után. Csongrád. (4. bőv. kiadás).
- 1895 Nyitramegyei népmondák. Ethnographia
- 1898 A nagy titok. Békésmegyei Közlöny XXV/50 (június 23.)
- 1903 Csongrádi népmondák. Ethnographia
- 1905 Pilátusverés Csanád-Apáczán. Ethnographia XVI, 60.
- 1905 Csalokány. Magyar Nyelv 1, 143.
- 1906/1913 Biharvármegye és Nagyvárad város rövid földrajza. Budapest. (tsz. Győrffy János).
- 1922 Népmondák - Nyitráról, Békésből. Ethnographia 1922, 84–86.
- 1924 Meg kell szervezni a népmüvelést. Békésmegyei közlöny 51/261. (1924. november 27.)
- 1927 Nyitrai népmondák. Ethnographia 1927, 123–124.
- 1932 Békés vármegye népoktatásának története